# Apollo (аудиоплеер)
Apollo — бесплатный аудиоплеер, работающий под управлением Windows.

## Возможности
- Минималистичный интерфейс пользователя (поддерживает только фоновые картинки панели инструментов).
- Поддержка плагинов как собственных, так и Winamp 2.xx (в дистрибутив входят 2 плагина: для MP3 и для RIFF WAV).
- Воспроизведение потокового аудио.
- 16-полосный эквалайзер.
- Переключение без пауз (gapless) и плавный переход (crossfade) между треками.
- Плей-лист может быть организован в виде дерева
- Встроенный редактор плей-листов.
- Поддержка ID3v1 и ID3v2.
- Использование для вывода звука Wave Out и DirectSound
- Конвертирование аудиофайлов в WAV.
- Удаление файлов как из плей-листа, так и с носителя.

## Прекращение разработки
26 апреля 2007 года на официальном сайте было объявлено о прекращении разработки новых версий Apollo.

## Награды
- Softodrom.ru Editors' Choice.[1]
- Softpedia pick (5/5).[2]